# Otowae
Otowae (Otoae, Otoeie) ist ein Ort mit einer Landfläche von 0,16 km² auf der gleichnamigen Insel im südlichen Teil des pazifischen Archipels der Gilbertinseln nahe dem Äquator im Staat Kiribati. 2020 wurden 237 Einwohner gezählt.

## Geographie
Der Ort Otowae liegt nahe dem westlichen Ende der gleichnamigen Insel, die den südöstlichen Saum des Atolls Onotoa bildet. Etwa vier Kilometer südöstlich liegt der Ort Aiaki. Vom Ort Otowae führt ein Damm über die unbewohnten Inseln Abanekeneke, Naan Tabuariki und Abeiningan zum weiter nordwestlich gelegenen Ort Temao.

## Klima
Das Klima ist tropisch heiß, wird jedoch von ständig wehenden Winden gemäßigt. Es ist trocken, Dürrezeiten kommen häufig vor. Ebenso wie die anderen Orte der südlichen Gilbertinseln wird Otowae gelegentlich von Zyklonen heimgesucht.